# Nele Mueller-Stöfen

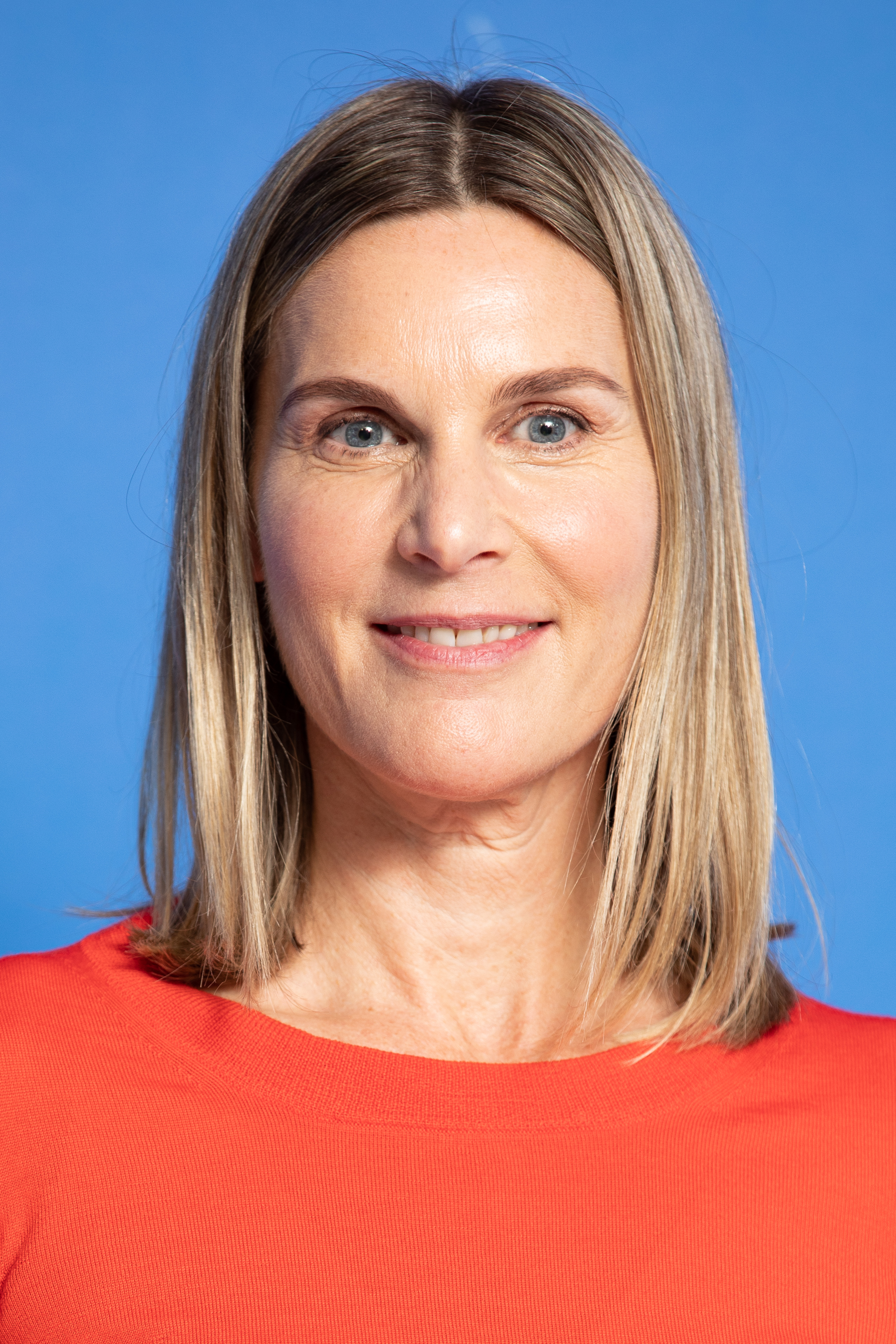
Nele Mueller-Stöfen (Berlinale 2019)

Nele Mueller-Stöfen (* 7. Mai 1967 in Hamburg) ist eine deutsche Schauspielerin, Filmregisseurin und Drehbuchautorin.

## Leben
Mueller-Stöfen entschied sich nach dem Abitur für eine Ausbildung an der Universität für Musik und darstellende Kunst in Graz. Noch während der Ausbildung hatte sie erste Theater- und Fernsehauftritte.
In Österreich lernte sie den Regisseur Oliver Hirschbiegel kennen. Er schlug sie 1990 für die weibliche Hauptrolle im Tatort „Rendezvous“ vor. Neben Jürgen Vogel gab Mueller-Stöfen ihr Fernsehdebüt. Seitdem tritt sie regelmäßig in Film und Fernsehen auf.
Nach dem Abschluss ihrer Ausbildung erhielt sie ein Engagement der Städtischen Bühnen Münster. 1993 erhielt sie den Nordrhein-Westfälischen Nachwuchsdarstellerpreis für das Gretchen im Faust. Immer wieder ist Nele Mueller-Stöfen auf der Bühne zu sehen, wie unter anderem auf Kampnagel in Hamburg sowie auf Berliner Bühnen wie dem Renaissance-Theater oder den Sophiensälen mit Girls night out, das 2002 für den Friedrich-Luft-Preis nominiert war. 2017 war sie als Marianne unter der Regie von Harald Weiler in dem Stück Szenen einer Ehe von Ingmar Bergman am Ernst-Deutsch-Theater zu sehen.
Nach dem Festengagement am Theater widmete sie sich vermehrt dem Film. Neben Armin Rohde und Markus Knüfken spielte sie 1996 in der letzten Staffel der Serie Auf Achse die weibliche Hauptrolle.
Unter der Regie von Christian Petzold übernahm sie 1998 die Hauptrolle in dem Film Die Beischlafdiebin. 2002 sah man sie in der weiblichen Hauptrolle neben Benno Fürmann in Das Staatsgeheimnis. Der Film wurde mit dem 3Sat-Publikumspreis ausgezeichnet. Neben Sebastian Blomberg trat sie 2007 in dem mit dem Grimme-Preis ausgezeichneten Film Guten Morgen, Herr Grothe auf. 2011 war sie neben Heino Ferch im Grimme-Preis-nominierten Zweiteiler Verschollen am Kap zu sehen. 2015 war sie in dem Film Das Familienfest unter der Regie von Lars Kraume zu sehen, der 2017 für den Deutschen Fernsehpreis in der Kategorie Bester Fernsehfilm ausgezeichnet wurde.
Ihr Kinodebüt gab Nele Mueller-Stöfen in Das Superweib von Sönke Wortmann. Es folgten weitere Filme wie Dunckel (Grimmepreis) und Viktor Vogel – Commercial Man (2001) von Lars Kraume. Neben Isabella Parkinson spielte sie 2001 eine Hauptrolle in dem Film Frau2 sucht HappyEnd. 2007 übernahm sie die weibliche Hauptrolle in dem Kinofilm Der Herrscher von Edessa. Der Regisseur Tim Trachte wurde mit dem Film für die First Steps Awards nominiert.
Sie schrieb gemeinsam mit ihrem Ehemann Edward Berger das Drehbuch zum Film Jack, der 2014 im Wettbewerb der Berlinale lief und 2015 mit dem Deutschen Filmpreis in Silber für den besten Spielfilm ausgezeichnet wurde. Das Paar schrieb auch das Buch zum Kinofilm All My Loving, der seine Premiere am 9. Februar 2019 in der Sektion Panorama der Berlinale feierte. Der Film wurde in mehreren Kategorien in die Vorauswahl zum Deutschen Filmpreis 2019 nachnominiert. Mueller-Stöfen übernahm neben Lars Eidinger und Hans Löw die weibliche Hauptrolle.
Im Herbst 2015 waren sie und Edward Berger Stipendiaten der Villa Aurora.
Mit Delicious gab Mueller-Stöfen 2025 ihr Debüt als Filmregisseurin. Das Werk wurde ins Programm der 75. Berlinale aufgenommen.
Mueller-Stöfen lebt mit ihren beiden Kindern und ihrem Ehemann in Berlin.

## Filmografie (Auswahl)
Schauspielerin
- 1990: Tatort – Rendezvous – Regie: Martin Gies
- 1990: Ein Fall für zwei – Eiskalt
- 1992: Ein Fall für zwei – Scheine spielen schwarz
- 1994: Einer meiner ältesten Freunde – Regie: Rainer Kaufmann
- 1994: Der Leihmann – Regie: Claus Michael Rohne
- 1995–1996: Girl Friends (TV-Serie, 14 Folgen) – Regie: Christine Kabisch
- 1996: Auf Achse – Regie: Charly Weller
- 1996: Das Superweib – Regie: Sönke Wortmann
- 1996: Peanuts – Die Bank zahlt alles – Regie: Carlo Rola
- 1997: Buddies – Leben auf der Überholspur – Regie: Roland Suso Richter
- 1997: Die Sieben Feuer des Todes – Regie Carlo Rola
- 1997: Der stille Herr Genardy – Regie: Carlo Rola
- 1997: Hotel Mama – Die Rückkehr der Kinder – Regie: Gloria Behrens
- 1997: Rochade [Kurzfilm] – Regie: Thorsten Schmidt
- 1998: Single sucht Nachwuchs – Regie: Uwe Janson
- 1998: Annas Fluch – Tödliche Gedanken – Regie: Uwe Janson
- 1998: Das Finale – Regie: Sigi Rothemund
- 1998: Die Beischlafdiebin – Regie: Christian Petzold
- 1998: Doppeltes Spiel mit Anne – Regie: Donald Krämer
- 1999: Jimmy the Kid – Regie: Wolfgang Dickmann
- 1999: Dunckel – Regie: Lars Kraume
- 1999: Beckmann und Markowski – Gehetzt – Regie: Thomas Jauch
- 2000: Ben & Maria – Liebe auf den zweiten Blick – Regie: Uwe Janson
- 2000: Trennungsfieber – Regie: Uwe Janson
- 2001: Viktor Vogel – Commercial Man – Regie: Lars Kraume
- 2001: Frau2 sucht HappyEnd – Regie: Edward Berger
- 2001: Das Staatsgeheimnis – Regie: Matthias Glasner
- 2001: Ein Tödliches Wochenende – Regie: Torsten C. Fischer
- 2001: Ein Zwilling zuviel – Regie: Thomas Bohn
- 2001: Der Solist – Kuriertag – Regie: Stephan Wagner
- 2002: Der Solist – In eigener Sache – Regie: Stephan Wagner
- 2004: Bloch – Schwestern – Regie: Edward Berger
- 2004: Das Kommando – Regie: Thomas Bohn
- 2004: Tatort – Eine Leiche zu viel – Regie: Kaspar Heidelbach
- 2005: Tatort – Leiden wie ein Tier – Regie: Uwe Janson
- 2007: Guten Morgen, Herr Grothe – Regie: Lars Kraume
- 2007: Der Herrscher von Edessa (Kurzfilm): Tim Trachte
- 2008: Die 25. Stunde – Regie: Uwe Janson
- 2008: Einer bleibt sitzen – Regie: Tim Trageser
- 2009: Der Kapitän – Packeis – Regie: Axel Barth
- 2009: Der Kapitän – Piraten – Regie: Axel Barth
- 2009: Der Mann auf der Brücke – Regie: Rolf Silber
- 2009: Heute keine Entlassung – Regie: Thomas Nennstiel
- 2011: Fischer fischt Frau – Regie: Lars Jessen
- 2011: Verschollen am Kap – Regie: Andreas Senn
- 2012: Der Staatsanwalt – Regie: Daniel Helfer
- 2012: SOKO Stuttgart – Koi Ahoi – Regie: Gero Weinreuter
- 2012: Ein starkes Team – Die Gottesanbeterin – Regie: Markus Imboden
- 2012: Notruf Hafenkante – Der Prozess – Regie: Rolf Wellingerhof
- 2013: Tatort – Wer das Schweigen bricht – Regie: Edward Berger
- 2014: Letzte Spur Berlin – Schattenengel, Regie: Felix Herzogenrath
- 2014: Jack – Regie: Edward Berger
- 2014: Familienfest – Regie: Lars Kraume
- 2014: Tschüss Papa (Kurzfilm) – Regie: Hendrik Maximilian Schmitt
- 2015: Besser spät als nie – Regie: Christoph Schnee
- 2016: Der Bergdoktor – Familienfieber – Regie: Axel Barth
- 2017: Die Spezialisten – Im Namen der Opfer – Feindkontakt – Regie: Kerstin Ahlrichs
- 2017: Helen Dorn – Gnadenlos – Regie: Alexander Dierbach
- 2018: Unter anderen Umständen – Das Geheimnis der Schwestern – Regie: Judith Kennel
- 2019: Der Alte – Das perfekte Opfer – Regie: Michael Kreindl
- 2019: All My Loving – Regie: Edward Berger
- 2021: Letzte Spur Berlin
- 2021: Zurück ans Meer (Fernsehfilm)
- 2021: Die Sterntaler des Glücks (Herzkino, ZDF)
- 2022: Neben der Spur – Die andere Frau

Drehbuch
- 2014: Jack
- 2015: Am Strand (Kurzfilm)
- 2019: All My Loving
- 2025: Delicious

Regie
- 2025: Delicious